# 巴尔塔夫拉多德尔里奥
巴尔塔夫拉多德尔里奥，是西班牙卡斯蒂利亚-拉曼恰瓜达拉哈拉省的一个市镇。总面积25平方公里，总人口11人（2001年），人口密度0人/平方公里。